# Sønderby Sogn

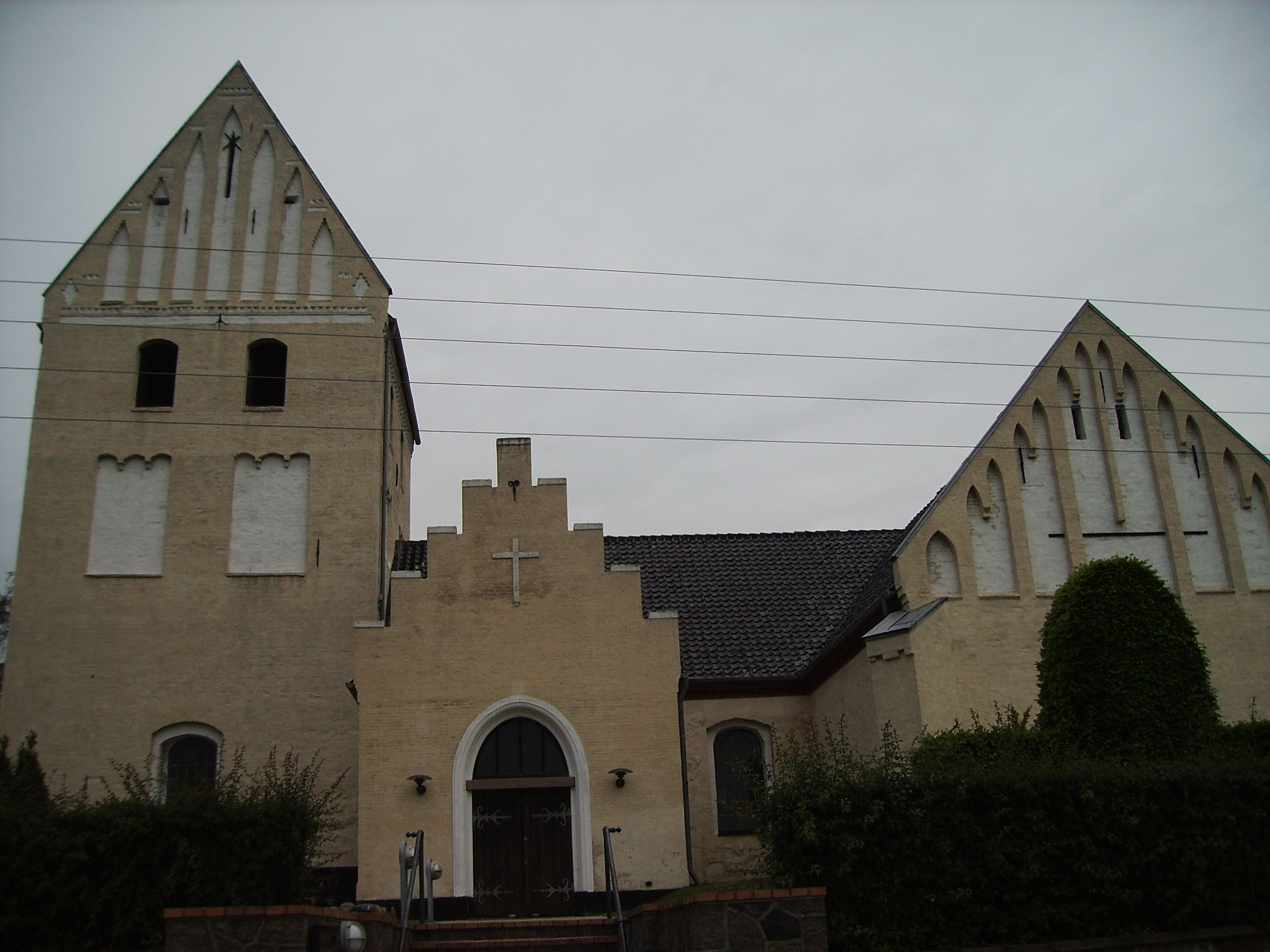
Sønderby Kirke

Sønderby Sogn ist eine Kirchspielsgemeinde (dän.: Sogn)
auf der Insel Fyn (dt.: Fünen)
im südlichen Dänemark. Bis 1970 gehörte sie zur Harde Båg Herred im damaligen Odense Amt, danach zur Assens Kommune im
Fyns Amt, die im Zuge der  Kommunalreform zum 1. Januar 2007 in der
„neuen“
Assens Kommune in der Region Syddanmark aufgegangen ist.
Im Kirchspiel leben 1003 Einwohner (Stand: 1. Januar 2023).
Im Kirchspiel liegt die Kirche „Sønderby Kirke“.
Nachbargemeinden sind im Norden Kærum Sogn, im Osten Flemløse Sogn und im Südosten Dreslette Sogn.